# Everytime We Touch (álbum de Cascada)
Everytime We Touch es el primer álbum de estudio del grupo alemán de eurodance, Cascada lanzado en 2006.
La crítica del álbum ha sido generalmente mixta, muchos críticos piensan que el álbum tiene un ritmo repetitivo y que lo habían llenado demasiado de ese estilo. La mayoría de los críticos lo admiran y se suma su éxito en las listas para un disco de música Dance/Hands Up en el mercado de EE. UU, donde ha llegado a vender más de 105 000 copias.
Las ventas mundiales superan las 5 000 000 de copias vendidas.

## Lista de canciones
Todas las canciones del álbum han sido producidas por DJ Manian y Yanou.
| N.º | Título                                         | Escritor(es)                           | Duración |  |
| 1.  | «Everytime We Touch»                           | P. Risavy, M. Reilly, S. Mackillop     | 3:19     |  |
| 2.  | «How Do You Do!»                               | P. Gessle                              | 3:15     |  |
| 3.  | «Bad Boy»                                      | Yann Peifer, Manuel Reuter             | 3:12     |  |
| 4.  | «Miracle»                                      | Yann Peifer, Manuel Reuter             | 3:38     |  |
| 5.  | «Another You»                                  | Yann Peifer, Manuel Reuter             | 3:37     |  |
| 6.  | «Ready for Love»                               | Yann Peifer, Manuel Reuter             | 3:23     |  |
| 7.  | «Can't Stop the Rain»                          | A. Eshuijs, Yann Peifer, Manuel Reuter | 3:28     |  |
| 8.  | «Kids in America»                              | Ricky Wilde, Marty Wilde               | 3:00     |  |
| 9.  | «A Neverending Dream»                          | A. Kaiser, M. Uhle                     | 3:23     |  |
| 10. | «Truly, Madly, Deeply»                         | D. Jones, D. Hayes                     | 4:12     |  |
| 11. | «One More Night»                               | Yann Peifer, Manuel Reuter             | 3:42     |  |
| 12. | «Wouldn't It Be Good»                          | N. Kershaw                             | 3:27     |  |
| 13. | «Love Again»                                   | Yann Peifer, Manuel Reuter             | 3:28     |  |
| 14. | «Everytime We Touch (Yanou's Candlelight Mix)» | P. Risavy, M. Reilly, S. Mackillop     | 3:15     |  |

## Posicionamiento en listas
El álbum fue lanzado accidentalmente en iTunes para descarga digital el 11 de febrero de 2006, 10 días antes de su lanzamiento programado, ocurrió debido a un error informático.
El álbum entró en el Billboard 200 en el número 67, vendiendo más de 17 000 copias en su primera semana. Has superado más de 100 000 copias en los EE. UU.
En Reino Unido, el álbum entró en las listas en el #6. Después, pasó al #2. Estuvo 28 semanas en el Top 75 del Reino Unido, y 35 semanas en el Top 75 de Irlanda, donde alcanzó el puesto #1. El álbum llegó a vender más de 600 000 copias en el Reino Unido, logrando la certificación de Platino. 
En el Reino Unido recibió la certificación de platino por sus 350 000 copias vendidas del álbum Everytime We Touch.